# 河野義博
河野 義博（かわの よしひろ、1943年10月4日  - ）は、日本の元スピードスケート選手。北海道中川郡本別町出身。同町出身者として初のオリンピック代表選手である。名字の読みは「こうの」ではなく「かわの」である。
1962年、北海道帯広三条高等学校を卒業。立教大学に進学し、卒業後は実業団のSSSスケート（長野）に入った。現役引退後、1年間の会社員生活を経て本別町教育委員会に勤務。2000年から2003年の間本別町教育長を務めた。
大学2年時の1964年インスブルックオリンピックに出場、5000m26位、10000m32位だった。